# Peter Boyers
Pour les articles homonymes, voir Boyers.
Peter Boyers, né le 30 septembre 1962, est un homme politique salomonais.

## Biographie
Homme d'affaires dans les domaines de l'exploitation forestière et du transport maritime, il entre au Parlement national comme député de la circonscription de Nouvelle-Géorgie-ouest / Vonavona (en) aux élections législatives de 2001. En août 2004, dans la cadre des réformes initiées avec la Mission régionale d'assistance aux Îles Salomon (RAMSI), mission internationale d'aide aux Îles Salomon devenues un État en déliquescence, le Premier ministre Sir Allan Kemakeza le nomme ministre des Réformes et de la Planification nationale. En février 2005, il est promu ministre des Finances, remplaçant Francis Zama qui a été limogé pour s'être opposé à la RAMSI,. En novembre 2005, il parvient à présenter un budget de l'État à l'équilibre pour l'année à venir, consolidant les services publics et les investissements productifs sans avoir recours à l'emprunt. 
Il conserve son siège de député aux élections de 2006 et est reconduit au ministère des Finances par le nouveau Premier ministre Snyder Rini. À la suite d'émeutes à Honiara, celui-ci est toutefois contraint de démissionner après moins de deux semaines. Peter Boyers devient alors député d'opposition au nouveau gouvernement mené par Manasseh Sogavare ; Peter Boyers critique fortement l'opposition du nouveau Premier ministre au maintien de la RAMSI. Quelques mois plus tard, la justice révèle un complot qui visait à assassiner Allan Kemakeza, Snyder Rini, Peter Boyers et le ministre des Affaires étrangères Laurie Chan durant les émeutes ; les députés Nelson Ne'e et Charles Dausabea (en) sont soupçonnés d'avoir participé à ce complot.
En novembre 2007, alors que le gouvernement Sogavare vacille en raison de nombreuses défections, Peter Boyers surprend en quittant les bancs de l'opposition pour accepter le poste de ministre des Finances. Il explique avoir obtenu, en contrepartie, un engagement du Premier ministre à soutenir la RAMSI, à poursuivre le désarmement des milices qui ont plongé le pays dans le chaos quelques années plus tôt, et à renoncer à armer la police. Le gouvernement perd néanmoins la confiance du Parlement et démissionne en décembre, Peter Boyers se trouvant de ce fait sur les bancs de la nouvelle opposition. Il devient le président de la commission parlementaire aux Affaires étrangères et poursuit son soutien à la mission RAMSI. 
Battu dans sa circonscription aux élections de 2010, il fonde en 2014 le parti Kadere et se présente à nouveau sans succès aux élections législatives cette même année. 